# 蔓生陵齿蕨
蔓生陵齿蕨（学名：Lindsaea merrillii），为鳞始蕨科鳞始蕨属下的一个植物种。生长在台湾南部，菲律宾及婆罗洲。